# Green Hill Zone
Green Hill Zone (グリーンヒルゾーン?, Gurīn Hiru Zōn), nota anche semplicemente come Green Hill (グリーンヒル?, Gurīn Hiru), è un luogo immaginario della serie di videogiochi Sonic the Hedgehog. Introdotta nel primo capitolo videoludico in assoluto per Mega Drive del quale è il primo livello, è il luogo che conta più apparizioni nei vari capitoli del franchise, nonché il più famoso.

## Descrizione
Green Hill è il primo livello di Sonic the Hedgehog. Situato a South Island, è uno scenario pittoresco ed erboso con caratteristiche uniche come palme cadenti e scogliere fatiscenti. Inoltre, come nei livelli successivi del gioco, Green Hill presenta caratteristiche e ostacoli ambientali come rampe, giri della morte, tunnel, trampolini, spuntoni, e checkpoint. Normalmente è popolata da creature del bosco, ma l'antagonista Dottor Robotnik le imprigiona all'interno di robot conosciuti come Badnik prima degli eventi del gioco, quindi il giocatore deve distruggerli per liberare gli animali. Green Hill è composto da tre atti e la fine del terzo atto presenta una battaglia boss contro Robotnik. Dopo aver sconfitto Robotnik, Sonic passa al secondo livello, Marble Zone, un'ambientazione caratterizzata dalla lava.

## Sviluppo
Sonic the Hedgehog è stato creato dal neonato Sonic Team, una filiale di Sega di 15 membri formata per creare un personaggio che potesse competere con la mascotte di Nintendo, Mario. Il design del livello del gioco è stato gestito da Hirokazu Yasuhara, mentre il tema musicale è stato composto da Masato Nakamura del gruppo musicale giapponese Dreams Come True. Nel progettare Green Hill, Yasuhara si è ispirato allo stato statunitense della California, mentre lo schema di colori del gioco in generale è stato influenzata dal lavoro dell'artista pop Eizin Suzuki.
Il programmatore del gioco, Yūji Naka, ha detto che la creazione di Green Hill gli ha richiesto un anno e che lo scenario è stato creato e distrutto molteplici volte prima di arrivare alla versione definitiva.

## Apparizioni
Sebbene il gioco originale fosse un 2D a scorrimento laterale, Green Hill è stata rifatta completamente in 3D come livello segreto nel gioco del 2001 Sonic Adventure 2; il giocatore lo sblocca dopo aver raccolto tutti i 180 emblemi trovati completando i numerosi obiettivi del gioco. Il gioco del 2011 Sonic Generations, un titolo che rivisita i capitoli precedenti della serie Sonic, presenta sia la versione 2D ("classica") che quella 3D ("moderna") di Green Hill, nonché di numerosi altri livelli di Sonic. Una reinterpretazione del livello appare nel titolo del 2017 Sonic Mania. Green Hill riappare in Sonic Forces, dove è parzialmente trasformata in deserto a causa dello sfruttamento delle risorse da parte delle industrie di Eggman. Ricreazioni digitali di Green Hill appaiono nel gioco del 2022 Sonic Frontiers come parte dei livelli del Cyber Spazio del gioco.
Inoltre, Green Hill appare come scenario nel picchiaduro 2.5D Sonic Battle, nel videogioco di tennis Sega Superstars Tennis, nel videogioco sportivo Mario & Sonic ai giochi olimpici invernali di Sochi 2014, nel titolo per dispositivi mobili Sonic Dash, nel gioco d'avventura crossover Lego Dimensions e nei giochi picchiaduro crossover Dengeki Bunko: Fighting Climax e nella serie Super Smash Bros. Nel film del 2020 Sonic - Il film, Green Hill è raffigurata come la casa originale di Sonic. Inoltre, nel film Sonic vive in una piccola città del Montana chiamata Green Hills.

## Merchandise
Un set Lego Ideas basato sul livello è stato distribuito il 1º gennaio 2022. Ha ricevuto un'accoglienza mista da Alice Clarke di Kotaku, che l'ha definita «non la build più elettrizzante», sottolineando che il suo prezzo era alto, ma che i fan di Sonic l'avrebbero adorato.